# Neau
Neau is een gemeente in het Franse departement Mayenne (regio Pays de la Loire) en telt 778 inwoners (2019). De plaats maakt deel uit van het arrondissement Laval.
In de middeleeuwen stichtte de benedictijner Abdij van Évron een priorij in Neau.

## Geografie

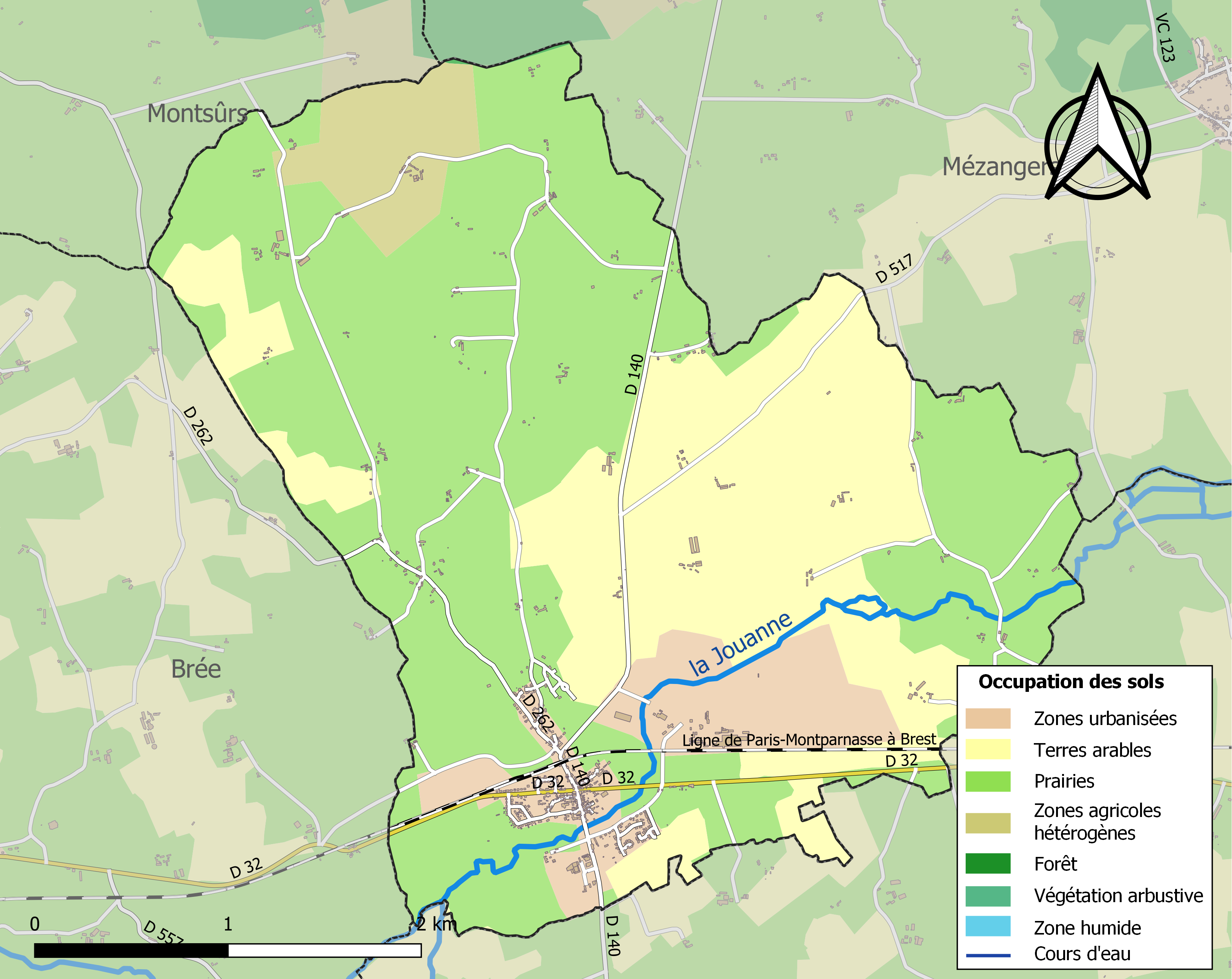
Kaart van de gemeente met de belangrijkste infrastructuur, bodemgebruik en omliggende gemeenten

De oppervlakte van Neau bedraagt 12,5 km², de bevolkingsdichtheid is 62 inwoners per km².

## Verkeer en vervoer
In de gemeente ligt de spoorweghalte Neau.

## Demografie
Onderstaande figuur toont het verloop van het inwonertal (bron: INSEE-tellingen).